# 키아누 (영화)
키아누(Keanu)는 미국에서 제작된 피터 애튼시오 감독의 2016년 코미디 영화이다. 조던 필 등이 주연으로 출연하였고 키건 마이클 키 등이 제작에 참여하였다.

## 줄거리
"앨런타운 형제"라는 이름의 암살자들이 멕시코 카르텔의 마약 가공 시설에 침입하여 보스인 킹 디아즈를 포함한 모든 사람을 죽인다. 그들은 디아즈의 새끼 고양이, 이글레시아스를 데려가려 하지만 새끼 고양이는 도망친다. 최근에 여자친구에게 차인 렐 윌리엄스는 자기 집 문 앞에서 그 새끼 고양이를 발견하고 키아누라고 이름 붙인다. 2주 후, 렐과 그의 사촌 클라렌스 구브릴은 영화를 보고 집으로 돌아온다. 그들이 돌아왔을 때, 렐의 집은 엉망이 되어 있었고 키아누는 사라졌다.
렐의 옆집 이웃이자 마리화나 딜러인 헐카는 "17번가 블립스" 갱단이 헐카의 마약 돈을 찾기 위해 렐의 집을 습격했을 수 있다고 말한다. 헐카는 그들을 스트립 클럽으로 보내고, 거기서 그들은 여성 갱스터 하이시와 갱단의 리더 체다를 만나는데, 체다는 그들을 앨런타운 보이즈로 착각한다. 체다는 그들이 "Holy Shit"이라는 신약을 판매하는 블립스의 작전에 전문가 고문으로 활동하면 새끼 고양이를 돌려주겠다고 말한다. 판매 작전 후, 그들은 진짜 앨런타운 보이즈에게 납치된다.
렐과 클라렌스는 의자에 묶여 있고 앨런타운 보이즈는 그들을 고문할 준비를 한다. 키아누는 렐과 클라렌스를 풀어주고, 그들은 총을 잡는다. 앨런타운 보이즈가 그들에게 접근하자, 클라렌스와 렐은 그들에게 총을 난사한다. 키아누를 찾으며 밖으로 나가는 길에 그들은 블립스와 마주치고 체다는 그들을 다음 날 아침 멕시코 마약 카르텔과 만나게 강요한다.
그곳에서 블립스는 킹 디아즈의 사촌인 베이컨 디아즈를 만나 클라렌스와 렐을 '앨런타운 보이즈'로 제시한다. 베이컨이 "이글레시아스"를 요구하자 체다는 거절하고 두 갱단 사이에 총격전이 벌어진다. 클라렌스와 렐은 키아누를 데리고 있는 베이컨을 쫓아 저택을 빠져나가지만, 렐은 다리에 총을 맞고 클라렌스는 손에 총을 맞는다.
운전을 배운 적 없는 렐은 베이컨과 키아누가 뒤에 탄 베이컨의 도주 차량을 탈취한다. 클라렌스는 그들을 쫓아간다. 클라렌스의 앞마당에서 렐이 차를 박살내어 베이컨이 깨진 윈드실드를 통해 날아가는 것으로 끝난다. 베이컨은 일어나 렐을 쏘려 하지만, 클라렌스가 그를 차로 친다. 다시 베이컨이 일어나지만, 체다와 블립스에게 총을 맞아 죽는다.
하이시는 자신이 비밀 경찰임을 밝힌다. 그녀는 블립스에게 총을 버리게 하고 체다를 쏜다. 경찰이 도착한다. 하이시는 관용을 위해 증언하겠다고 약속하고, 그들이 감옥에서 나온 후 렐과 데이트하기로 동의한다. 6개월 후, 렐과 클라렌스는 감옥 형기가 3주 남았다. 그들은 앨런타운 보이즈를 죽인 공로로 블립스를 포함한 수감자들에게 존경받는다. 하이시는 키아누를 데려오고, 면회 전화를 통해 렐에게 키아누가 희귀병을 앓고 있어 영원히 새끼 고양이로 남을 것이라고 말한다.
크레딧 후 장면에서는, 앨런타운 보이즈가 여러 총상을 입었음에도 불구하고 살아남아 밤중에 차를 몰고 사라지는 것이 밝혀진다.

## 출연

### 주연
- 조던 필
- 키건 마이클 키

### 조연
- 티파니 해디쉬
- 메소드 맨
- 대럴 브릿-깁슨
- 제이슨 밋첼
- 루이스 구즈만
- 윌 포트
- 니아 롱
- 롭 휴벨
- 매디슨 울프
- 키아누 리브스
- 샘 메디나
- 나오미 멜튼

## 제작진
- 책임프로듀서: 스티븐 므누친
- 책임프로듀서: 토비 에머리치